# Lejb Goldin
Lejb (Lejbł) Goldin (ur. w 1906 w Warszawie, zm. w 1942 w obozie zagłady w Treblince) – polsko-żydowski dziennikarz, pisarz i tłumacz tworzący w języku jidysz.

## Życiorys
Urodził się w Warszawie. Pochodził z biednej rodziny żydowskiej i już w młodości związał się z żydowskim młodzieżowym ruchem robotniczym. W latach 1922–1932 należał do ruchu komunistycznego, zaś następnie był trocksitą. Od 1936 roku był członkiem Bundu i w ramach aktywności partyjnej organizował między innymi działalność kulturalną w Stowarzyszeniu Żydowskich Pomocników Handlowych. Jako dziennikarz związany był  z prasą lewicową. Publikował głównie eseistykę i krytykę literacką. Goldin zajmował się także tłumaczeniami literatury światowej na język jidysz. 
Po wybuchu II wojny światowej znalazł się w utworzonym przez niemieckie władze okupacyjne – getcie warszawskim. Na potrzeby podziemnego archiwum getta warszawskiego tworzonego przez grupę Oneg Szabat, Lejb Goldin napisał esej pt. Kronik fun a mesles (j. pol.; Kronika jednej doby) opisujący los głodnego intelektualisty w getcie. W okresie okupacji Goldin współpracował także z podziemną prasą bundnowską
Ze względu na esej, którego był autorem niekiedy podaje się, że Goldin zmarł z głodu w getcie, jednak bardziej prawdopodobne jest, iż w trakcie wielkiej akcji deportacyjnej w getcie warszawskim latem 1942 roku został wywieziony do obou zagłady w Treblince i tam zamordowany.

## Upamiętnienie
W filmie dokumentalnym pt. Kto napisze naszą historię w reż. Roberty Grossman z 2018 roku w postać Lejba Goldina wcielił się Bartłomiej Kotschedoff. 
Bożena Umińska-Keff poświęciła mu wiersz pt. Nie jest gotowy z tomu Opiekun.